# Championnat d'Allemagne de Formule 3

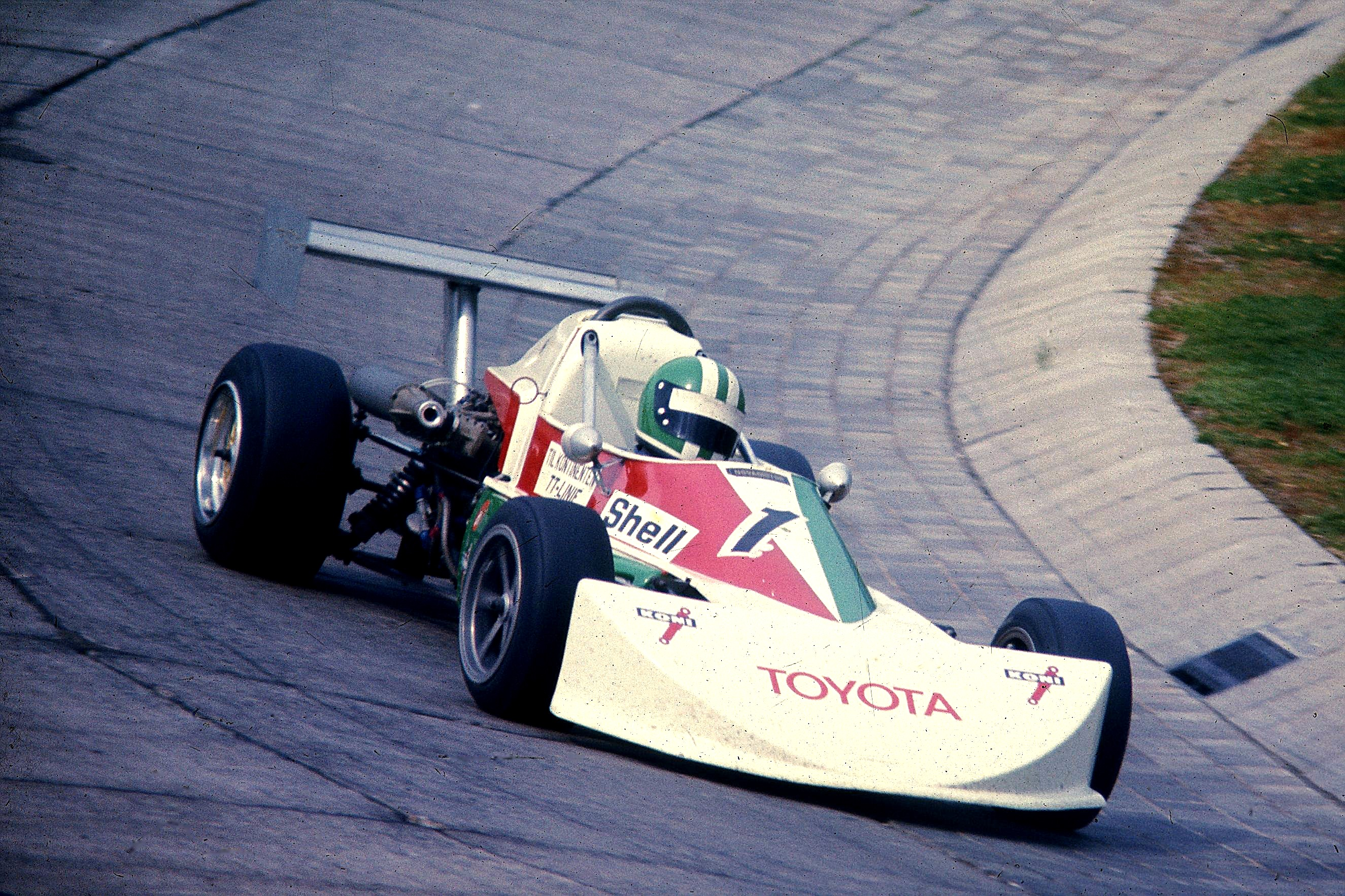
Rudolf Dötsch sur March-Toyota au Nürburgring en 1976

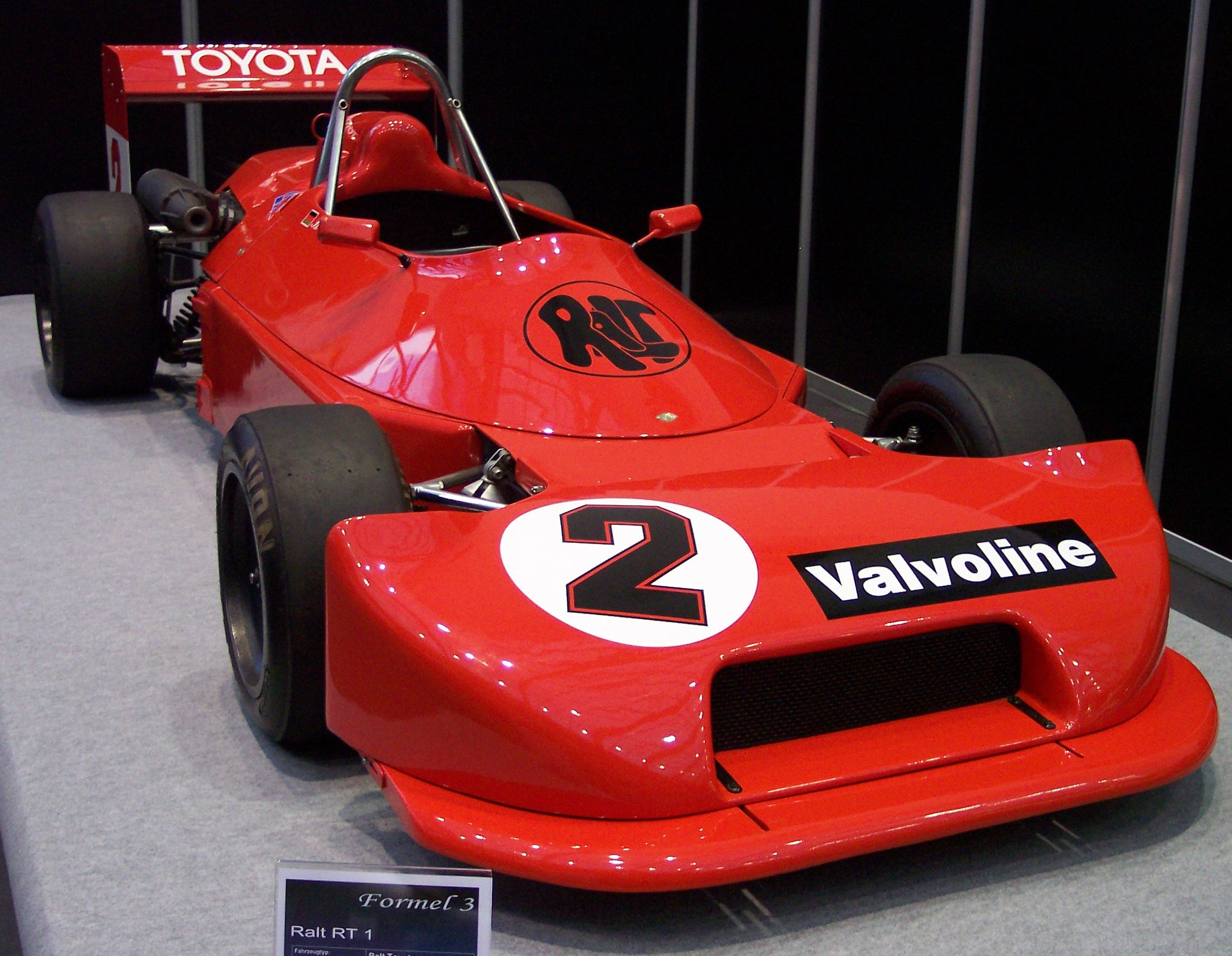
La Ralt RT1 vainqueur en 1978

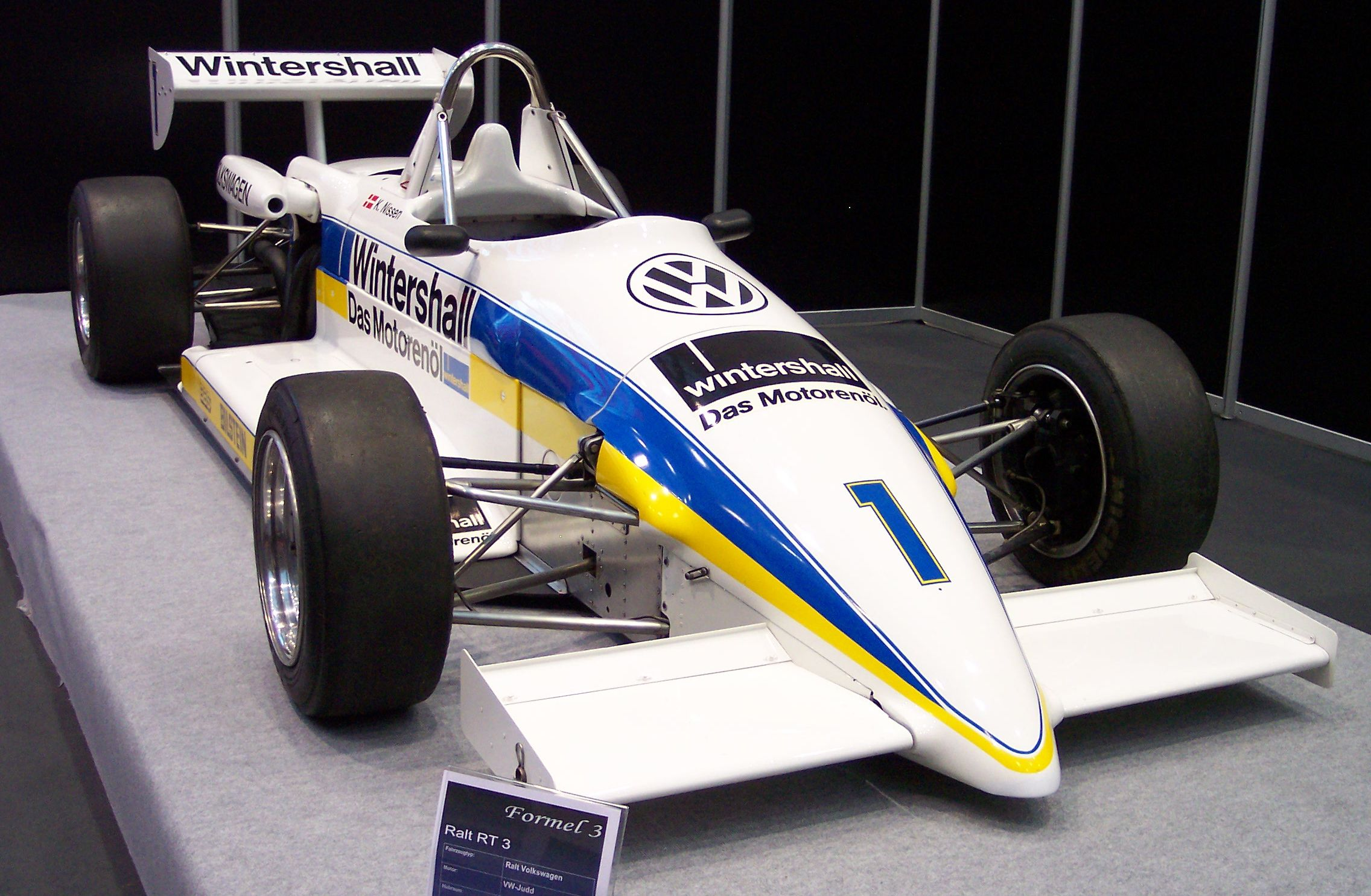
La Ralt RT3 de Kris Nissen vainqueur en 1986

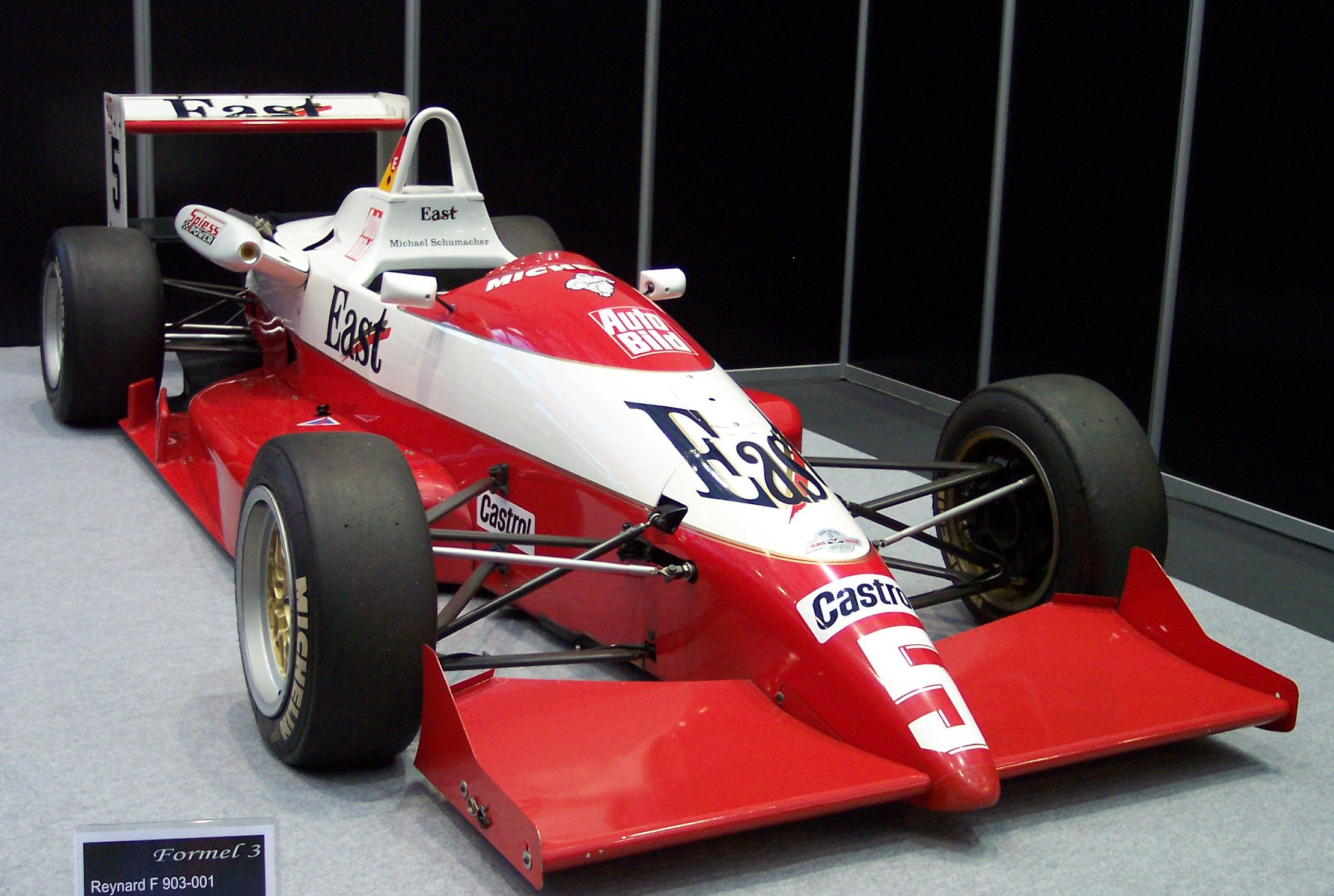
La Reynard F 903-001 de Michael Schumacher vainqueur en 1990

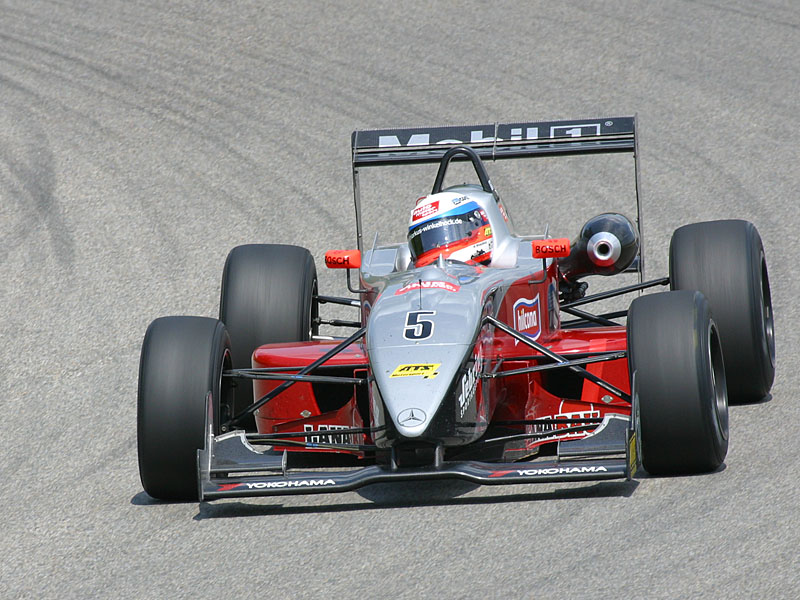
Markus Winkelhock au Sachsenring en 2002

Le championnat d'Allemagne de Formule 3 a été organisé de 1975 à 2002. Il mettait aux prises sur les circuits allemands les meilleurs espoirs du sport automobile allemand, mais également des pilotes étrangers, ce qui en faisait l'un des championnats de Formule 3 les plus relevés au monde. Plusieurs pilotes qui sont devenus des stars de la Formule 1, du DTM ou des 24 Heures du Mans, s'y sont illustrés.
En 2003, le championnat d'Allemagne a fusionné avec le championnat de France pour donner naissance à la Formule 3 Euroseries. Pour compenser cette disparition au niveau national, il a été créé une Coupe d'Allemagne de Formule 3, la Coupe Recaro Formule 3 (devenu la Coupe ATS Formule 3), à la suite des demandes de certaines équipes de F3 allemandes, dont les moyens étaient insuffisants pour s'aligner en F3 Euroseries.

## Palmarès
| Année                                | Vainqueur               | Nationalité        | Voiture               |
| Championnat d'Allemagne de Formule 3 |                         |                    |                       |
| 1950                                 | Toni Kreuzer            | Allemagne          | Cooper-JAP            |
| 1951                                 | Walter Komossa          | Allemagne          | Scampolo (pl)-BMW     |
| 1952                                 | Hellmut Deutz           | Allemagne          | Scampolo (pl)-Norton  |
| 1953                                 | Adolf-Werner Lang       | Allemagne          | Cooper-JAP            |
| 1954-1970                            | Pas de championnat      | Pas de championnat | Pas de championnat    |
| ADAC Preis der Formel3               |                         |                    |                       |
| 1971                                 | Manfred Mohr            | Allemagne          | Lotus-Ford            |
| 1972                                 | Willi Sommer            | Allemagne          | March-Ford            |
| 1973                                 | Willi Deutsch           | Allemagne          | March-Ford            |
| 1974                                 | Willi Deutsch           | Allemagne          | March-Ford            |
| Polifac Trophée                      |                         |                    |                       |
| 1974                                 | Giorgio Francia         | Italie             | March-Toyota          |
| Championnat d'Allemagne de Formule 3 |                         |                    |                       |
| 1975                                 | Ernst Maring (pl)       | Allemagne          | Maco (pl)-Toyota      |
| 1976                                 | Bertram Schäfer         | Allemagne          | Ralt-BMW              |
| 1977                                 | Peter Scharmann (en)    | Allemagne          | Toj (pl)-Toyota       |
| 1978                                 | Bertram Schäfer         | Allemagne          | Ralt-Toyota           |
| 1979                                 | Michael Korten (pl)     | Allemagne          | March-Toyota          |
| 1980                                 | Frank Jelinski          | Allemagne          | Ralt-Toyota           |
| 1981                                 | Frank Jelinski          | Allemagne          | Ralt-Toyota           |
| 1982                                 | John Nielsen            | Danemark           | Ralt-Volkswagen       |
| 1983                                 | Franz Konrad            | Autriche           | Anson-Toyota          |
| 1984                                 | Kurt Thiim              | Danemark           | Ralt-Alfa Romeo       |
| 1985                                 | Volker Weidler          | Allemagne          | Martini-Volkswagen    |
| 1986                                 | Kris Nissen             | Danemark           | Ralt-Volkswagen       |
| 1987                                 | Bernd Schneider         | Allemagne          | Dallara-Volkswagen    |
| 1988                                 | Joachim Winkelhock      | Allemagne          | Reynard-Volkswagen    |
| 1989                                 | Karl Wendlinger         | Autriche           | Ralt-Alfa Romeo       |
| 1990                                 | Michael Schumacher      | Allemagne          | Reynard-Volkswagen    |
| 1991                                 | Tom Kristensen          | Danemark           | Ralt-Volkswagen       |
| 1992                                 | Pedro Lamy              | Portugal           | Reynard-Opel          |
| 1993                                 | Jos Verstappen          | Pays-Bas           | Dallara-Opel          |
| 1994                                 | Jörg Müller             | Allemagne          | Dallara-Fiat          |
| 1995                                 | Norberto Fontana        | Argentine          | Dallara-Opel          |
| 1996                                 | Jarno Trulli            | Italie             | Dallara-Opel          |
| 1997                                 | Nick Heidfeld           | Allemagne          | Dallara-Opel          |
| 1998                                 | Bas Leinders            | Belgique           | Dallara-Opel          |
| 1999                                 | Christijan Albers       | Pays-Bas           | Dallara-Opel          |
| 2000                                 | Giorgio Pantano         | Italie             | Dallara-Opel          |
| 2001                                 | Toshihiro Kaneishi (en) | Japon              | Dallara-Opel          |
| 2002                                 | Gary Paffett            | Royaume-Uni        | Dallara-Opel          |
| Coupe d'Allemagne de Formule 3       |                         |                    |                       |
| 2003                                 | João Paulo de Oliveira  | Brésil             | Dallara-Opel          |
| 2004                                 | Bastian Kolmsee (en)    | Allemagne          | Dallara-Opel          |
| 2005                                 | Peter Elkmann           | Allemagne          | Dallara-Opel          |
| 2006                                 | Ho-Pin Tung             | Chine              | Lola-Opel             |
| 2007                                 | Carlo Van Dam           | Pays-Bas           | Dallara-OPC Challenge |
| 2008                                 | Frédéric Vervisch       | Belgique           | Dallara-Mercedes      |
| 2009                                 | Laurens Vanthoor        | Belgique           | Dallara-Volkswagen    |
| 2010                                 | Tom Dillmann            | France             | Dallara-Volkswagen    |
| 2011                                 | Richie Stanaway         | Nouvelle-Zélande   | Dallara-Volkswagen    |
| 2012                                 | Jimmy Eriksson (en)     | Suède              | Dallara-Volkswagen    |
| 2013                                 | Marvin Kirchhöfer       | Allemagne          | Dallara-Volkswagen    |
| 2014                                 | Markus Pommer           | Allemagne          | Dallara-Volkswagen    |